# تولید برنج در ویتنام
تولید برنج در ویتنام در دلتاهای مکونگ و رود سرخ برای تأمین مواد غذایی در این کشور و اقتصاد ملی آن اهمیت دارد. ویتنام یکی از غنی‌ترین مناطق کشاورزی در جهان است و دومین صادرکننده بزرگ (پس از تایلند) و هفتمین مصرف‌کننده بزرگ برنج در جهان است. دلتای مکونگ مرکز ناحیه تولید برنج کشور است که در آن آب، قایق‌ها، خانه‌ها و بازارها در کنار هم قرار گرفته‌اند تا محصول پرباری از برنج تولید شود. مساحت ۳۳ میلیون هکتاری ویتنام، سه اکوسیستم دارد که کشت بر کشت برنج تحکم می‌کند. این مناطق شامل دلتای جنوبی (با پوشش غالب برنج دلتای مکونگ)، دلتای شمالی (منطقه موسمی گرمسیری با زمستان‌های سرد) و ارتفاعات شمال (با گونه‌های برنج دیمی) هستند. برجسته‌ترین سیستم آبیاری برنج، دلتای مکونگ است. برنج یکی از اجزای اصلی رژیم غذایی ملی است و به عنوان «هدیه‌ای از جانب خدا» در نظر گرفته می‌شود.
رود مکونگ و شاخابه‌های آن برای تولید برنج در ویتنام بسیار مهم هستند. در مجموع ۱۲ استان دلتای مکونگ که به عنوان «کاسه برنج» ویتنام شناخته می‌شود، حدود ۱۷ میلیون نفر جمعیت دارند و ۸۰ درصد آنها به در امر کشت برنج به فعالیت مشغول هستند. این دلتا در سال ۲۰۰۸، حدود ۲۰ میلیون تن محصول کشاورزی تولید کرد که تقریباً نیمی از کل تولید در این کشور است. ناحیه‌ای که به کاسه برنج معروف است، امنیت غذایی را برای جمعیت خود تضمین کرده است که ۷۵ درصد کالری روزانه آنها از طریق برنج تأمین می‌شود، که همچنین رژیم غذایی اصلی نزدیک به ۵۰ درصد از جمعیت ۷٫۴ میلیارد نفری جهان را تشکیل می‌دهد.
در این دلتا که کشت برنج در آن غالب است، اکنون ساختار کشاورزی شامل فعالیت‌های مربوط به آبزی‌پروری، پرورش حیوانات، محصولات کشاورزی تجاری و درختان میوه نیز انجام می‌گیرد. در شالیزارها، میگوی آب شیرین و آب شور به صورت آبزی‌پروری پرورش داده می‌شود. به عنوان یک ناحیه بندی زیست‌محیطی اضافی در دلتا، جنگل‌های حرا نیز گسترش پیداکرده‌اند.

## تولید

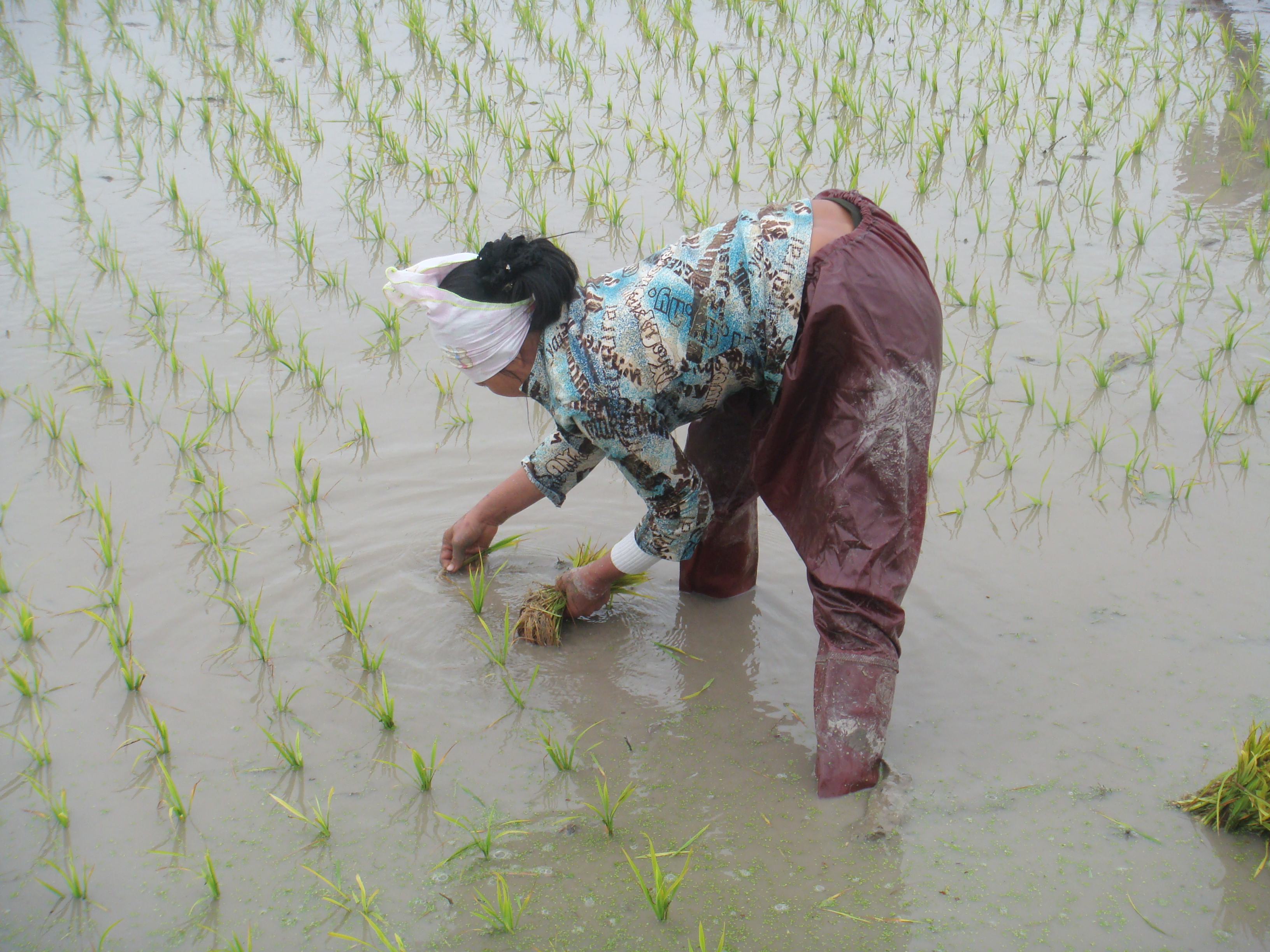
انتقال نشاء برنج

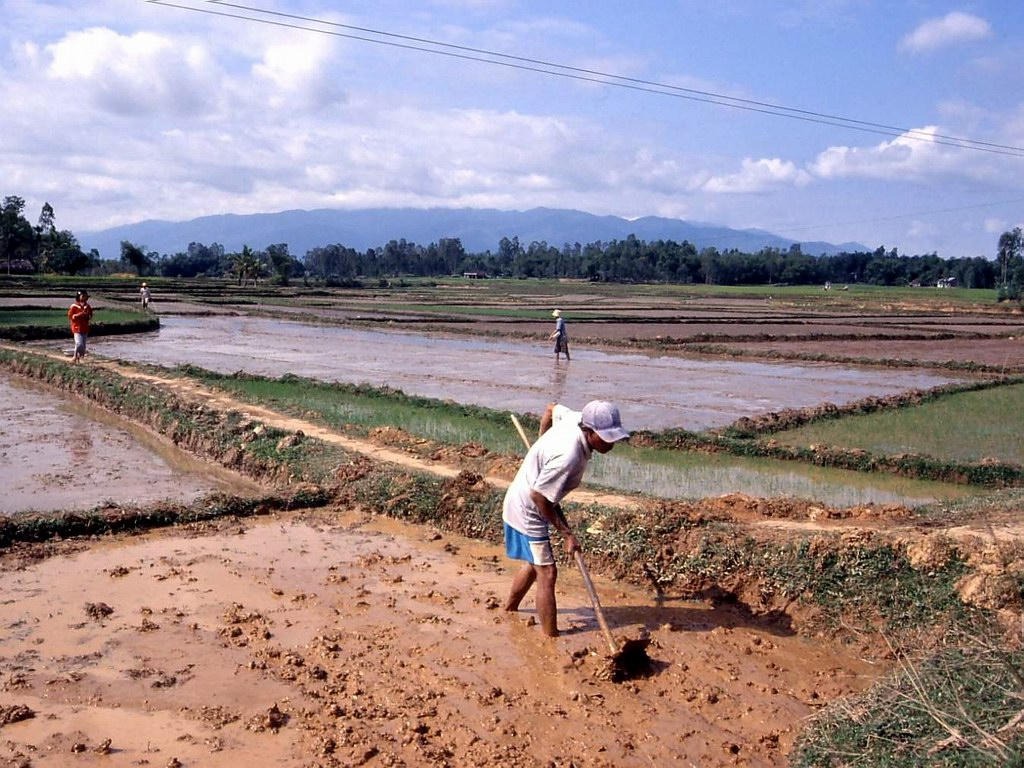
شالیکاران، کشت برنج

تولید برنج در دلتای مکونگ در سال‌های اخیر افزایش چشمگیری داشته است، اگرچه در برخی سال‌ها شرایط خشکسالی مانع این رشد شده است. این روند رو به رشد به کاشت گونه‌های جدید برنج زودرس، مدیریت بهتر و ساختارهای قانونی مناسب توسط دولت نسبت داده می‌شود. چهل و دو گونه برنج که توسط مؤسسه بین‌المللی تحقیقات برنج مورد بررسی قرار گرفت برای کاشت در دلتای مکونگ معرفی شدند و طبق منابع مؤسسه بین‌المللی تحقیقات برنج، این گونه‌ها ۶۰ درصد از منطقه کشت برنج آبی در دلتا را پوشش می‌دهند. مساحت زیر کشت برنج که در سال ۱۹۶۱، ۴٫۷۴۴ میلیون هکتار بود، در سال ۲۰۰۷ به ۷٫۳۰۵ میلیون هکتار افزایش یافت. بر همین اساس، تولید برنج در ویتنام که در سال ۱۹۶۱، ۸٫۹۹۷ میلیون تن و در سال ۱۹۷۵، ۱۰٫۲۹ میلیون تن بود به تدریج طی دو دهه بعدی به ۳۵٫۵۶۷ میلیون تن در سال ۲۰۰۷ افزایش یافت - که این امر موید روند افزایشی تقریباً چهار برابری در یک دوره ۴۶ ساله، از سال ۱۹۶۱ تا ۲۰۰۷ است.